# 茹拉夫卡农村居民点 (沃罗涅日州)
茹拉夫卡农村居民点（俄语：Журавское сельское поселение）是俄罗斯联邦沃罗涅日州坎捷米罗夫卡区所属的一个农村居民点。其下辖有5个居民点，行政中心为茹拉夫卡。据2016年统计，该农村居民点的人口为2028人。